# (11299) Annafreud
(11299) Annafreud (1992 SA22) – planetoida z pasa głównego asteroid okrążająca Słońce w ciągu 4,53 lat w średniej odległości 2,74 j.a. Odkryta 22 września 1992 roku.